# Goleta
Goleta là một chi nhện trong họ Salticidae.